# The Ranchman's Blunder
The Ranchman's Blunder è un cortometraggio muto del 1913 diretto e interpretato da Arthur Mackley.

## Produzione
Il film fu prodotto dalla Essanay Film Manufacturing Company e venne girato a Hollywood.

## Distribuzione
Distribuito dalla General Film Company, il film - un cortometraggio di una bobina - uscì nelle sale cinematografiche USA il 4 febbraio 1913.